# Oliver Twist (film 1909)
Oliver Twist – amerykański film niemy z 1909 roku będący pierwszą adaptacją utworu Karola Dickensa o tym samym tytule.

## Obsada
- Edith Storey – Oliver
- William Humphrey – Fagin
- Elita Proctor Otis – Nancy Sykes